# Rua do Comércio, 13
O Edifício na Rua do Comércio nº 13, em Santa Leopoldina, é um bem cultural tombado pelo Conselho Estadual de Cultura do Espírito Santo, inscrição no Livro do Tombo Histórico sob o nº 32 a 68, folhas 4v a 7v.

## Importância
No livro "Arquitetura: Patrimônio Cultural do Espírito Santo", publicado pela Secretaria de Cultura do Espírito Santo em 2009, o edifício é descrito como tendo sido um hotel, atualmente um supermercado. Faz parte de um conjunto de casas na mesma rua, em Santa Leopoldina, construídas no mesmo período. Sua descrição é: "incentivadora de alterações na organização interna, essa é promovida com a inserção de nova estrutura em concreto armado, e a manutenção das paredes externas, em tijolo, e da cobertura, em telha-francesa de barro. Implantado segundo o modelo tradicional sobre os limites e a testada frontal do terreno, o edifício é arquitetura de fachada tipicamente colonial resultante da disposição em linha e justaposta dos vãos de porta. Como comum na época de sua construção, realizada no início do século XX, esses recebem tratamento diferenciador das funções comercial e residencial, respectivamente dispostas no primeiro e segundo pavimento. Na residência, as portas-janelas são fechadas por peitoril entalado em balaústre de alvenaria. No conjunto, a fachada está horizontalmente delineada por cimalhas de marcação de pisos e arremate da cobertura. Essa, oculta por platibanda, configura-se seguindo a tradicional disposição de planos estruturados a partir de cumeeira paralela à via pública".

## Tombamento
O edifício foi objeto de um tombamento de patrimônio cultural pelo Conselho Estadual de Cultura, de número 05, em 30 de julho de 1983, Inscr. nº 32 a 68, folhas 4v a 7v. O processo de tombamento inclui quase quarenta imóveis históricos de Santa Leopoldina. No ato de tombamento, é listado como proprietário Valdemar Nickel.
O tombamento desse edifício e outros bens culturais de Santa Leopoldina foi principalmente decorrente da resolução número 01 de 1983, em que foram aprovadas normas sobre o tombamento de bens de domínio privado, pertencentes a pessoas naturais ou jurídicas, inclusive ordens ou instituições religiosas, e de domínio público, pertencentes ao Estado e Municípios, no Espírito Santo. Nessa norma foi estabelecido que, entre outros pontos:
- "O tombamento de bens se inicia por deliberação do CEC “ex-offício”, ou por provocação do proprietário ou de qualquer pessoa, natural ou jurídica, e será precedido, obrigatoriamente, de processo", ponto 3;
- "Em se tratando de bem(s) pertencente(s) a particular(es), cujo tombamento tenha caráter compulsório, e aprovado o tombamento, o Presidente do CEC expedirá a notificação de que trata o artigo 5°. I do Decreto n° 636-N, de 28.02.75, ao interessado que terá o prazo de 15(quinze) dias, a contar do seu recebimento, para anuir ou impugnar o tombamento", ponto 12.[3]

As resoluções tiveram como motivador a preservação histórico-cultural de Santa Leopoldina contra a especulação imobiliária, que levou à destruição de bens culturais à época.